# Ferdinand von Roda
Ferdinand von Roda född 1815 i Rudolstadt, död 1876 i Rostock, var en tysk tonsättare. 
von Roda var elev till Hummel i pianospel. Han studerade därefter kameralvetenskap, men övergav snart juridiken för att helt och hållet ägna sig åt tonkonsten. von Roda anställdes först vid hovteatern i Braunschweig som harpist. Han blev därefter kördirigent och bildade Hamburger Bach-Verein. von Roda övertog slutligen platsen som director musices vid universitetet i Rostock och erhöll där hedersdoktorsdiplomet. Han komponerade symfonier, kyrkomusik, sånger, åtskilliga verk för kammarmusik, oratoriet Der Sünder, kantaten Theomela och passionsoratoriet Das Leiden und Sterben Jesu Christi, uppfört första gången i Rostock 1865.